# Ushuaïa Ibiza Beach Hotel

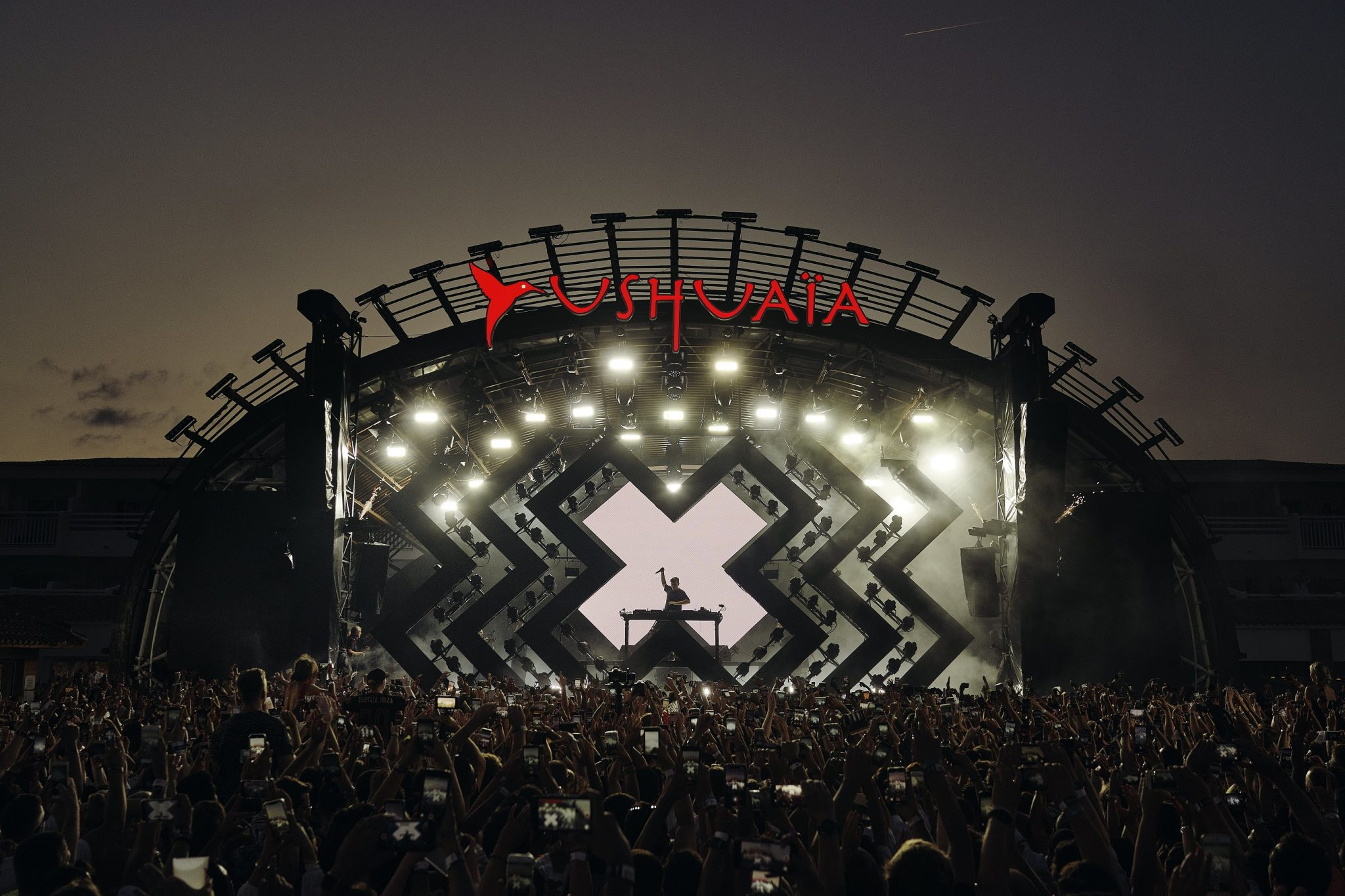
Martin Garrix all'Ushuaïa nel 2019

L'Ushuaïa Ibiza Beach Hotel è un marchio che appartiene al gruppo alberghiero spagnolo Palladium. Il marchio è stato fondato nel 2011 dopo l'incontro di Abel Matutes e Yann Pissenem. Dispone di 2 hotel con discoteca, situati a Playa d'en Bossa, sull'isola delle Baleari di Ibiza, Spagna.

## Descrizione
Il primo hotel si chiama Club Ushuaïa, aperto nel 2011, e il secondo hotel si chiama Torre Ushuaïa, aperto un anno dopo, nel 2012. Hanno in totale 415 stanze.
L'Ushuaïa è considerato uno dei migliori club del mondo dalla rivista DJ Magazine, dove è rimasto nella sua Top 10 dal 2015. Il club ha una capienza di  7.000 persone ed è uno dei club più grandi e famosi di Ibiza, insieme all'Amnesia, Pacha e Hi.. Una delle affermazioni dell'hotel è che alcune delle camere hanno il balcone che si affaccia direttamente sulla pista da ballo. Questa discoteca ha ospitato ed ospita ogni estate molte celebrità del mondo dei DJ tra cui David Guetta, Armin van Buuren, Axwell, Sebastian Ingrosso,Swedish House Mafia, Dimitri Vegas & Like Mike, Hardwell, Martin Garrix, Calvin Harris, Oliver Heldens ed il defunto Avicii assieme a molti altri.

## Premi e nomination

### International Dance Music Awards
| Anno | Categoria                    | Candidatura     | Risultato |
| ---- | ---------------------------- | --------------- | --------- |
| 2015 | Migliore discoteca del mondo | Ushuaia - Ibiza | Vinto     |
| 2016 | Migliore discoteca del mondo | Ushuaia - Ibiza | Vinto     |
| 2018 | Migliore discoteca del mondo | Ushuaia - Ibiza | Vinto     |

## Hï Ibiza
Dopo la chiusura della discoteca Space Ibiza nel 2016, l'Ushuaïa Entertainment ha acquistato il club e lo ha riaperto un anno dopo con il nome di Hï Ibiza. Il locale contiene una discoteca, un teatro e tre aree all'aperto. Alcuni artisti degni di nota che si sono esibiti lì includono Armin van Buuren, Eric Prydz, Glitterbox, Black Coffee, Fisher e i The Martinez Brothers.